# イルベ海峡

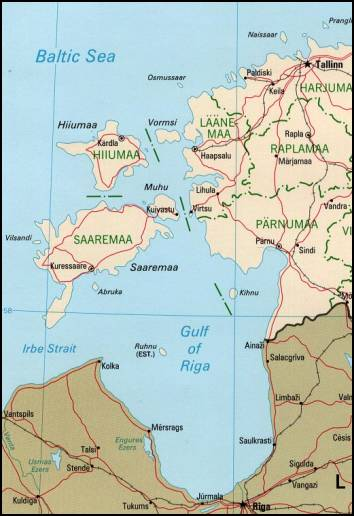
イルベ海峡（サーレマー島の南）

イルベ海峡（イルベかいきょう、エストニア語:Kura kurk、ラトビア語:Irbes šaurums）は、エストニア領サーレマー島の南端に当たるソルベ半島とラトビアのクールラント半島との間にあり、リガ湾からバルト海への主要な出口となっている。
最狭部の幅は27キロメートル。大型船の航行が可能なように南岸に沿って航路が浚渫されている。
3月頃には氷結している。
座標: 北緯57度48分00秒 東経22度12分30秒 / 北緯57.8度 東経22.2083度